# Максимум (команда КВН)
«Ма́ксимум» — команда КВН из города Томска, представляющая Томский государственный университет. Была создана 17 марта 2000 года. Одна из самых известных и титулованных команд КВН 2000-х годов. За пять лет игры в телевизионных лигах трижды становилась чемпионом.

## История
Команда была образована на базе ТГУ, который был известен своими сильными КВНовскими командами. Помимо команды «Дети лейтенанта Шмидта», которая стала чемпионом Высшей лиги, ТГУ до 1999 года представляла команда «Огни большого города». Новая команда сделала ставку на сильную актерскую игру, которой выделялись первые участники команды — Михаил Башкатов, Алексей Базай и Константин Маласаев.
Новая команда ТГУ дебютирует 17 марта 2000 года в 1/8 Томской лиги КВН. В 2000 году команда активно выступает на студенческих фестивалях, отрабатывая новый материал и вырабатывая фирменный стиль. Сначала команда выступает в Новосибирске в рамках «Студенческая весна в Сибири 2000», а затем и на «Российской студенческой весне-2000» по итогам которой команда входит в пятерку лучших. В конце года команда уверенно побеждает в финале Томской лиги КВН.
С 2001 года начинает выступать в соревнованиях под эгидой АМИК и дебютирует в Межрегиональной лиге КВН-Азия, где занимает итоговое второе место. В 2001 году команда впервые попадает на фестиваль команд КВН в Сочи. В 2002 и 2003 годах команда выступает в Первой лиге КВН, так же получая серебряные медали в каждом из сезонов.
В 2004—2005 годах команда выступает в Премьер-лиге КВН и оба раза становится там чемпионом (в 2004 разделила чемпионство с командой Мегаполис). C 2005 года начинает выступать на фестивалях Голосящий КиВиН откуда привозили награды в течение 5 лет.
В 2007 году команда доходит до финала, где становится бронзовым призером Высшей лиги КВН.
2008 год — команда становится Чемпионом Высшей лиги КВН и выигрывает Большого КиВиНа в золотом.
Команда закончила свои выступления в КВН в 2009 году, но вернулась в 2015 году ради «Встречи выпускников в Сочи».
Команда является одной из самых узнаваемых в России за счет большого количества телеэфиров на «Первом канале» — 33. Из них 12 эфиров Высшей лиги, 9 эфиров Премьер-лиги КВН, 5 эфиров музыкальных фестивалей, 5 сочинско-фестивальных эфиров, 1 эфир Летнего кубка КВН и Встреча выпускников.

## Список достижений
- Чемпион Томска 2000 г.
- Вице-чемпион лиги КВН-Азия 2001 г.
- Вице-чемпион Первой лиги КВН 2002 г., 2003 г.
- Чемпион Премьер лиги КВН 2004 г., 2005 г.
- Чемпион Высшей лиги КВН 2008 г.
- Обладатели:
  - Кубка чемпионов Первой лиги КВН 2005 г.[7]
  - Малого КиВиНа в тёмном 2005 г., 2006 г.
  - Малого КиВиНа в светлом 2007 г.
  - Большого КиВиНа в золотом 2008 г.
  - Большого КиВиНа в светлом 2009 г.

## Состав команды
- Михаил Башкатов — капитан команды
- Андрей Бурковский
- Сергей Гореликов
- Константин Маласаев
- Андрей Минин
- Дмитрий Вьюшкин
- Андрей Шелков
- Дмитрий Скроботов
- Евгений Акутин — директор команды
- Аня Луковникова

## После окончания игры в КВН
Пятеро членов команды (Андрей Минин, Андрей Шелков, Константин Маласаев, Дмитрий Вьюшкин, Сергей Гореликов) являются резидентами шоу «Comedy Club» с 2010 года по настоящее время, где исполняют роли членов запрещённой в России музыкальной группы «United Sexy Boys» (USB). Сергей Гореликов также вёл рубрику «Предварительные ласки» в «Comedy Club» под псевдонимом Серж Горелый.
Михаил Башкатов и Андрей Бурковский — актёры скетч-шоу «Даёшь молодёжь!» с 2009 по 2013 год . После этого оба сосредоточились на актёрской и телевизионной карьере. Среди известных работ Башкатова сериалы «Кухня», «Папины дочки», «Медиатор», а также озвучивание мультсериала «Чуч-Мяуч» и дубляж мультфильмов «Кот Гром и заколдованный дом» и «Плохие парни». Также играет в театральных постановках и выступает в роли ведущего на телеканалах СТС, Звезда, Пятница! и Спас.
Андрей Бурковский помимо работы в сериалах «Нереальная история», «Последний из Магикян», «Кухня», «Звоните ДиКаприо», «Медиатор», исполнял роли в таких кинофильмах, как «Тобол», «Легенда о Коловрате», принимал участие в озвучивании мультфильмов. Выпускник Школы-студии МХАТ, с 2014 года принят в труппу Московского Художественного театра имени А. П. Чехова.
Андрей Минин в 2021 году принял участие в проекте «Игра» на ТНТ и первом сезоне его перезапуска «Концерты» в составе коллектива «Сборная Нулевых» вместе с представителями других команд КВН: Александром Якушевым («ПриМа»), Дмитрием Кожомой и Иваном Пышненко («Станция Спортивная»), Кириллом Рубаненко («Полиграф Полиграфыч»), Артёмом Филимоновым («Будка гласности») и Павлом Дедищевым («Сборная провинциальных городов»).
Константин Маласаев с 2020 года занимается стендапом, участник седьмого сезона шоу «Открытый микрофон» на ТНТ.